# اوشتلسهایم
اوشتلسهایم (به آلمانی: Ostelsheim) یک شهر در آلمان است که در Calw واقع شده‌است. اوشتلسهایم ۲٬۴۵۱ نفر جمعیت دارد.